# Ратенберг (Доња Баварска)
Ратенберг (њем. Rattenberg) град је у њемачкој савезној држави Баварска. Једно је од 37 општинских средишта округа Штраубинг-Боген. Према процјени из 2010. у граду је живјело 1.849 становника. Посједује регионалну шифру (AGS) 9278178.

## Географски и демографски подаци
Ратенберг се налази у савезној држави Баварска у округу Штраубинг-Боген. Град се налази на надморској висини од 560 метара. Површина општине износи 30,2 km². У самом граду је, према процјени из 2010. године, живјело 1.849 становника. Просјечна густина становништва износи 61 становника/km².